# چسترفیلد (ویرجینیا)
چسترفیلد (به انگلیسی: Chesterfield) یک منطقهٔ مسکونی در ایالات متحده آمریکا است که در شهرستان چسترفیلد، ویرجینیا واقع شده‌است. چسترفیلد ۵٫۹ کیلومتر مربع مساحت و ۳٬۵۵۸ نفر جمعیت دارد و ۶۰ متر بالاتر از سطح دریا واقع شده‌است.